# Нившера (село)
Нившера (коми Одыб) — село в Корткеросском районе Республики Коми. Административный центр сельского поселения Нившера.
Расположено на правом берегу р. Нившера (приток Вишеры).

## История
В материалах ревизских сказок 1719—1725 гг. Нившера не указана. Однако в одном из судебных дел 1720 года упомянуты приписанные Вишерскому погосту (Богородск) крестьяне Подоров и Ларуков; такие фамилии в XVII—XVIII вв. не встречались в Вишерском погосте или в других соседних селениях, они были характерны только для Нившеры. Это дало основание исследователю Л. Н. Жеребцову предположить, что в 1720 г. уже существовала д. Нившера, входившая в состав Вишерской волости; первыми жителями селения были, по его мнению, Ларуковы и Подоровы (последние переселились сюда с Выми). В центре современного села выделяются 3 части — Вавил-керос, Кеня-сикт и Джыдж. По местной легенде, записанной М. Б. Рогачевым и Ю. П. Шабаевым, первая из них названа по имени первопоселенца Вавила, приехавшего сюда с двумя сыновьями по реке и распахавшего поля; вторая названа по имени первопоселенца Кени, третья — по прозвищу первопоселенца, жившего ранее в 8 км от д. Троицк.
В материалах ревизий Нившера упоминается лишь в 1747 г.: тогда в деревне было 36 жителей-мужчин (количество женщин не известно). В 1782 г. в д. Нившерской имелось 11 дв., 102 жителя (60 муж. и 42 жен.). К 1859 г. население возросло до 60 дв., 418 чел. (198 муж., 220 жен.); Нившера (Одыб) стала селом, здесь построили церковь. В 1892 г. в с. Нившерском жили 374 чел. (202 муж., 172 жен.). Появились новые фамилии: Жижев (вероятно, из Усть-Сысольского района), Попов, Габов, Михайлов, Ивашев, Игушев, Микушев.
Нившерцы занимались земледелием (высеивались в основном рожь и ячмень), животноводством (держали лошадей, коров, овец), однако эти отрасли хозяйства не давали достаточного количества продуктов. Определённую помощь в обеспечении продуктами местных жителей оказывали рыболовство и охота. Главные средства для приобретения хлеба (своего не хватало) давала пушная охота, имевшая товарный характер. На продажу шли также добывавшиеся тетерева и рябчики. На рубеже XIX—XX вв. 270 из 407 жителей мужского пола в Нившерском обществе занимались охотой. Мужчины также плотничали, гнали смолу, выделывали кожи, изготовляли лодки, сани, сельхозинвентарь, домашнюю утварь. Женщины пряли лен, шерсть, ткали полотна, вязали и шили. Часть жителей вследствие «тесноты народонаселения и крайнего недостатка земли как пахотной, так и сенокосной» вынуждены были уходить на заработки в другие регионы — на Урал, в Сибирь. Такие крестьяне (отходники) получали разрешение (паспорт) уходить обычно на 1 год, но зачастую отсутствовали гораздо дольше.
В январе 1885 года в Нившере открылась церковно-приходская школа, где учились 10 мальчиков. Преподавал школе церковнослужитель, основными предметами были закон божий и церковное пение, изучались также арифметика и письмо. Полагалось вести обучение только по-русски, но из-за плохого знания русского языка детьми (некоторые и вовсе им не владели) разрешалось поначалу преподавать на коми. Учиться было сложно, детей постоянно отвлекали домой на хозяйственные занятия. В 1894 году в школе даже не состоялись выпускные экзамены, поскольку все ученики выбыли из-за бедности и невозможности посещать учёбу. В селе имелась организованная при церкви библиотека, где в 1878 г. насчитывалось 49 книг (в основном религиозного содержания). Врачей и фельдшеров в селе не было, а эпидемии приводили к тяжелым последствиям. . В 1878 г. во время эпидемии оспы в Нившере умерли 11 детей; в 1879 г. все нившерцы переболели тифом, 9 чел. умерли. В 1916 г. в Нившере насчитывалось 110 дв., 602 жителя (260 муж., 342 жен.,), в 1926 г. — 134 дв., 718 жителей (333 муж., 385 жен.). В 1930 году в Нившере имелись школа, фельдшерско-акушерский пункт, изба-читальня, потребительское общество, крестьянский комитет общественной взаимопомощи, участок милиции. В 1970 г. в селе жили 1162 чел.; в 1979 г. — 1323 чел.; в 1989 г. — 1205 чел. (590 муж., 615 жен.); в 1992 г. — 1102 чел.; в начале 1995 г. — 1046 чел.
23 сентября 1998 г. в состав села Нившера включены деревни Боровск и Тист.

## Население
| 1747 | 1782  | 1859  | 1892  | 1916  | 1926  | 1970   | 1979   | 1989   | 2021  |
| ---- | ----- | ----- | ----- | ----- | ----- | ------ | ------ | ------ | ----- |
| 36+  | 102 ↗ | 418 ↗ | 374 ↗ | 602 ↗ | 718 ↗ | 1162 ↗ | 1323 ↗ | 1205 ↘ | ↘1159 |

## Предприятия и организации
Связь, почта, Сывъюдорское и Нившерское лесничества, врачебная амбулатория с. Нившера, филиал Корткеросского районного центра дополнительного образования, средняя общеобразовательная школа с. Нившера, детский сад с. Нившера, библиотека с. Нившера, дом культуры с. Нившера.
Село прославляют народный коллектив «Сипертас», самодеятельный автор Геннадий Иванович Попов.